# François Gaudreau
François Gaudreau, né le 17 février 1957 à Montréal, est un homme politique québécois. Il a fait des études en sciences administratives au Cégep Montmorency en 1973 et a obtenu un baccalauréat en histoire à l'Université du Québec à Montréal. Il a exercé différentes fonctions chez Bell Canada de 1977 à 1991. Il s'est impliqué dans différentes entreprises et est propriétaire immobilier depuis 1995. Il est président de la Boîte Vidéo et de Café Diversité dans Villeray de 1984 à 2015. Il est également propriétaire de commerces de détail dans le domaine du divertissement et de l'alimentation depuis 2003.
Il est membre de l'Action démocratique du Québec depuis 1994 et candidat pour ce parti dans la circonscription de Vimont aux élections générales de 1998, où il n'est pas élu. Il est membre de la Société d'histoire de Laval en 2001 de même que de l'Association des résidents de Place Renaud en 2002 .
Il est élu député dans la circonscription de Vimont à l'élection partielle du 17 juin 2002. Par contre, il sera défait aux élections suivantes en 2003, ainsi qu'en 2007.
Il tente sa chance en 2012 en se présentant pour la Coalition avenir Québec dans la nouvelle circonscription de Sainte-Rose qui englobe une partie de Vimont, mais c'est Suzanne Proulx du Parti québécois qui est élue. Il termine en deuxième position.